# Гревингк, Константин Иванович
Константин Иванович Гре́вингк (нем. Constantin Caspar Andreas von Grewingk; (2 [14] января 1819, Феллин, Лифляндская губерния — 18 [30] июня 1887, Дерпт, Лифляндская губерния) — российский геолог, минералог и археолог, доктор философии (1843), профессор (1854), действительный статский советник.

## Биография
Родился 2 (14) января 1819 года в Феллине в семье юриста Каспара Иоганна Гревингка.
В 1828—1835 годах учился в Биркенруской гимназии, а в 1836—1837 годах в Дерптской гимназии. В 1841 году окончил естественное отделение философского факультета Дерптского университета. Его студенческая научная работа об осаждении углём окислов металлов и органических веществ была отмечена золотой медалью Дерптского университета.
В феврале 1842 года окончил университет со степенью кандидата за сочинение: «Теория гемоморфизма Мичерлиха и ее влияние на минералогию» и отправился в Берлин, где слушал лекции профессоров Вейса, Густава Розе, Магнуса, Генриха Розе, Раммельсберга и других. Зимой 1843—1844 годов он учился во Фрайберге у Платтнера, Вейсбаха, Котты; 22 декабря 1843 года в Йенском университете за научную работу о соединениях хрома получил степень доктора философии. Летом 1844 года он посетил Рейнскую область, зиму 1844—1845 года снова провёл в Берлине, а затем вернулся на родину.
С апреля 1846 года — хранитель Минералогического музея Академии Наук в Санкт-Петербурге. В 1848 году совершил экспедицию в Олонецкую и Архангельскую губернии, где провёл геогностические исследования. Обнаружил и описал «Онежские петроглифы». В 1850 году проводил геогностические исследования в Швеции и княжестве Финляндском.
В 1852 году был назначен библиотекарем Санкт-Петербургского горного института. Результаты обработки минералогических коллекций института, доставленных из Средней Азии и Америки, описал в двух научных работах, за которые был удостоен Демидовской премии Академии Наук.
В 1853 году исследовал изумрудные копи Среднего Урала. За научную работу «Об изумрудных копях Урала» в 1854 году был удостоен степени магистра минералогии и геогнозии в Санкт-Петербургском университете.
В 1854—1857 годах — экстраординарный, с 1860 года — ординарный профессор Дерптского университета. Почётный и действительный член Санкт-Петербургского и Рижского общества естествоиспытателей, Московского археологического общества, Венского Королевского географического общества, Берлинского общества антропологии и геологического общества, Лондонского Королевского исторического общества и других.
Умер в Дерпте 18 (30) июня 1887 года.

## Основные научные труды
- «Geologie von Liv- und Kurland mit Inbegriff einiger angrenzenden Gebiete». — 1861
- Геологическая карта Прибалтийского края — 1879
- «Zur Archaologie des Balticum und RuBlands» («Archiv fur Anthropologie»). — 1874, Bd. 7

Полный список работ Гревингка по геологии опубликован в «Известиях Геологического комитета» (1887, т. 6).

## Семья
Был женат. Его сыновья, Николай (08.08.1854—1912) и Константин учились в Дерптском университете. Имел также дочь Марию. 